# District de Motosu
Le district de Motosu (本巣郡, Motosu-gun) est un district de la préfecture de Gifu au Japon.
Au 1er mai 2014, sa population était de 18 356 habitants pour une superficie de 5,17 km2.
L'entomologiste Yasushi Nawa est né dans le district en novembre 1857.

## Commune du district
- Kitagata